# Берлина, Людмила Михайловна
Людми́ла Миха́йловна Бе́рлина (27 марта 1955 — 8 августа 2017) — председатель Законодательного собрания Иркутской области с 26 октября 2008 года по 20 апреля 2015 года.

## Биография
Родилась 27 марта 1955 года в посёлке Усть-Ордынский, с отличием окончила Иркутский государственный университет.

### Работник прокуратуры
Работала в прокуратуре Усть-Ордынского Бурятского автономного округа, в начале 1990-х годов перевелась в областную прокуратуру в Иркутск на должность заместителя начальника следственного управления.

### Работа в органах власти и управления
С января 1993 года работала в городской администрации Иркутска, с сентября 1997 года — руководитель аппарата и заместитель губернатора Иркутской области. С 2001 года работала руководителем юридической службы Иркутского городского отделения Байкальского банка Сбербанка России. С августа 2003 года — снова заместитель главы администрации области по социальной политике, руководитель аппарата губернатора.

#### Законодательное собрание Иркутской области
С 2004 года заместитель председателя Законодательного Собрания, председатель комитета по законодательству о государственном строительстве области и местном самоуправлении.
С 26 октября 2008 года — председатель Законодательного Собрания Иркутской области. 
На 23-й сессии Законодательного Собрания 15 апреля 2015 года спикер Людмила Берлина заявила о сложении полномочий депутата и председателя областного парламента с 20 апреля 2015 года. Свою короткую речь она завершила словами: «Вы не представляете, с каким удовольствием я говорю „Честь имею“». Причиной отставки стали многочисленные конфликты с руководством области, в том числе губернатором Сергеем Ерощенко. 
Скончалась 8 августа 2017 года после продолжительной болезни.

## Звания и награды
- Почётный знак Юрия Абрамовича Ножикова «Признание» (14 июня 2017) — за значимость многолетних достижений для развития экономики, культуры, образования, здравоохранения, спорта, охраны окружающей среды в Иркутской области и проявленную активную гражданскую позицию[5]
- Знак отличия «За заслуги перед Иркутской областью» (2008)[6]
- Заслуженный юрист Российской Федерации
- Почётный гражданин Иркутской области